# Zhenluoying
Zhenluoying (kinesiska: 镇罗营) är en köping i Kina. Den ligger i stadsdistriket Pinggu i Pekings storstadsområde, i den norra delen av landet, omkring 77 kilometer nordost om stadskärnan. Antalet invånare är 8 875. Befolkningen består av 4 307 kvinnor och 4 568 män. Barn under 15 år utgör 9,0 %, vuxna 15-64 år 75 %, och äldre över 65 år 14,0 %.